# Cobitis trichonica
Cobitis trichonica es una especie de peces de la familia Cobitidae en el orden de los Cypriniformes.

## Reproducción
Es ovíparo.

## Morfología
• Los machos pueden llegar alcanzar los 5,5 cm de longitud total y las hembras 8.

## Hábitat
Vive en zonas de clima subtropical.

## Distribución geográfica
Es un endemismo de Grecia.